# Georg Felber
Georg Felber (* 27. Dezember 1804 in Basel; † 18. September 1861 ebenda) war ein Schweizer Politiker. 

## Biografie
Georg Felber, Sohn eines Knopfmachers, studierte nach dem Besuch des Humanistischen Gymnasiums ab 1824 Rechtswissenschaften in Basel, Göttingen und Jena. 1833 promovierte er zum Dr. iur und wurde Privatdozent an der Universität Basel. 1838–1860 wirkte er als Ratsschreiber und 1848–1859 zusätzlich als Staatsschreiber. 1848–1861 sass er im Grossen Rat des Kantons Basel-Stadt, den er 1860–1861 im Ständerat vertrat. Die Wahl in den Kleinen Rat 1856 lehnte er dagegen ab.